# Meurtre à Yoshiwara
Pour plus de détails, voir Fiche technique et Distribution.
Meurtre à Yoshiwara (妖刀物語 花の吉原百人斬り, Yōtō monogatari : Hana no Yoshiwara hyaku-nin giri) est un film japonais réalisé par Tomu Uchida, sorti en 1960.

## Synopsis
Jirozaemon est un riche et honnête fabricant de soie qui avait été abandonné à la naissance par une famille inconnue mais sans doute aisée. Il est affecté d'une cicatrice au visage dont l'extrême laideur fait fuir les femmes. Comme il souhaite une épouse coûte que coûte, des clients lui arrangent des rencontres : en vain. Ils décident un jour de distraire le malheureux en l'emmenant à Yoshiwara, le quartier des plaisirs de Edo (ancien nom de Tokyo). Là-bas, même les geishas ne veulent pas lui tenir compagnie. Seule Tamatsuru, une prostituée de bas-étage sortant de prison et décidée à monter dans la hiérarchie sociale, accepte la compagnie du « monstre ». Celui-ci s'en émeut. Elle lui promet le mariage s'il l'aide à devenir « première courtisane ». Jirozaemon se ruine pour elle, à un moment où son entreprise traverse une mauvaise passe, avant de réaliser que le tout Yoshiwara s'est moqué de lui...

## Fiche technique
- Titre original : 妖刀物語 花の吉原百人斬り (Yōtō monogatari : Hana no Yoshiwara hyaku-nin giri?)
- Titre français : Meurtre à Yoshiwara
- Titre anglais ou international : Hero of the Red Light District
- Réalisation : Tomu Uchida
- Scénario : Yoshikata Yoda
- Musique : Toshio Nakamura
- Société(s) de production : Toei
- Société(s) de distribution : Toei
- Pays d’origine :  Japon
- Langue originale : japonais
- Format : couleur — 35 mm — 2,35:1 — son mono
- Genre : drame
- Durée :
  - 109 minutes (version originale)
  - 105 minutes (version française)
- Dates de sortie :
  - Japon : 4 septembre 1960[2]

## Distribution
- Chiezō Kataoka : Jirozaemon
- Yaeko Mizutani : Tamatsuru
- Isao Kimura
- Akiko Santō : Osaki
- Shinobu Chihara : Yaegaki
- Sadako Sawamura : Ogen
- Kogiku Hanayagi
- Masao Mishima
- Kensaku Hara
- Eijirō Kataoka : Haruroko
- Kusuo Abe
- Minoru Chiaki
- Toyo Takahashi
- Fumiko Okamura